# کاتسوهیتو ایوای
کاتسوهیتو ایوای (Katsuhito Iwai) (به ژاپنی: 岩井 克人) (متولد ۱۳ فوریه ۱۹۴۷)، یک اقتصاددان و نقاد اهل ژاپن است. او موضوعات نظریه پول، متغیرهای اقتصاد کلان، اقتصاد تکاملی، فلسفه شرکت‌های سهامی، قانون امانتی و تاریخ جامعه‌شناسی را تحت مطالعه قرار داده‌است. کار وی مشتمل بر کتاب متغیرهای عدم تعادل (نشریه دانشگاه ییل، ۱۹۸۱ میلادی) و بسیاری از مقالاتی می‌باشد که در ژورنال‌های علمی منتشر شده‌است. او همچنین مقالات و کتاب‌های در رابطه با موضوعات گوناگون از سرمایه‌داری جهانی، پسا مدرنیته‌سازی، جامعه مدنی و پول و از زبان گرفته تا ادبیات و فیلم‌ها، در روزنامه‌ها و مجله‌ها برای آگاه‌سازی مردم نوشته‌است. بررسی‌ها و تحلیل‌های دقیق از کارهای شکسپیر، مارکس، جی.اس. باکس و ایهارا سایکاکو، او را به یکی از مقاله‌نویسان پیشتاز در ژاپن مبدل نموده‌است.

## زندگی‌نامه

### تحصیلات
کاتسوهیتو در ۱۹۶۵ میلادی وارد دانشگاه توکیو در ژاپن شد. پس از فارغ‌التحصیل شدن از دانشگاه در ۱۹۶۹ میلادی، او برای آموزش اقتصاد به مؤسسه فناوری ماساچوست در دانشگاه کمبریج، ماساچوست رفت و در ۱۹۷۲ میلادی دکترای تخصصی (PhD) خود را از آنجا کسب کرد.

### حرفه
او از ۱۹۷۲ تا ۱۹۷۳ میلادی به عنوان دستیار پژوهشی اقتصاددان در دانشگاه کالیفرنیا در برکلی و از ۱۹۷۳ تا ۱۹۷۹ میلادی به عنوان استادیار اقتصاد در دانشگاه ییل کار کرد. او از ۱۹۷۹ تا ۱۹۸۱ میلادی به عنوان عضو ارشد پژوهشی در بنیاد پژوهش اقتصادی کاولز در دانشگاه ییل مشغول خدمت شد. از آن سال به بعد، او دانشیار و سپس پروفسور اقتصاد در دانشگاه توکیو بوده‌است.
وی همچنین به عنوان استاد مهمان در رشته اقتصاد در دانشگاه پنسیلوانیا تدریس نموده و از ۱۹۸۸ تا ۱۹۸۹ میلادی به عنوان دانشیار مهمان در امور بین‌المللی در مکتب وودرو ویلسون، دانشگاه پرینستون خدمت نمود. او همچنین در ۱۹۹۷ میلادی عضو مهمان در دانشکده اقتصاد سیاسی، دانشگاه سیینا بود. از ۲۰۰۱ تا ۲۰۰۳ میلادی، او به عنوان رئیس مدرسه فوق لیسانس اقتصاد و دانشکده اقتصاد در دانشگاه توکیو خدمت کرد. او از ۲۰۰۵ میلادی تاکنون عضو شورای علمی ژاپن است. دانشگاه بلگراد در ۲۰۰۹ میلادی یک دکترای افتخاری به وی اعطاء کرد.
او در ۱۹۸۲ میلادی جایزه گراند پریکس از جوایز کتاب اقتصادی نیکی را برای کتاب خود متغیرهای عدم تعادل – تحلیل نظری تورم و بیکاری، در ۱۹۹۳ میلادی جایزه علمی سانتوری را برای کتاب‌اش در مورد پول و در ۲۰۰۳ میلادی جایزه کوبایاشی هیدو را برای کتاب‌اش فساد به چه چیزی مبدل خواهد شد؟ به‌دست آورده و در ۲۰۰۷ میلادی حکومت ژاپن مدال نوار بنفش (Purple Ribbon Medal) را برای قدردانی از دستاوردهای مجزای علمی برای وی اعطاء نمود.

### دستاوردها
گفته می‌شود که کاتسوهیتو ایوای نظریه فرایند تصاعدی کنوت ویکسل و نظریه تقاضای مؤثر جان مینارد کینز را باهم ترکیب نموده‌است. او تشریح نموده که اگر قیمت‌ها و دست‌مزدها در یک اقتصاد پولی انعطاف‌پذیر نباشند، یک تحریف از تعادل به‌طور اجتناب‌ناپدیر خطاهای انتظاراتی بنگاه‌ها را ایجاد نموده و یک فرایند پویا را آغاز می‌کند که قیمت‌ها و دست‌مزدها را به‌طور تصاعدی از نقطه تعادل دور می‌نماید. او سپس در مخالفت با نظر اقتصاد نیوکلاسیکی در مورد ماهیت تنظیم خودی مکانیزم لسه‌فر بازار استدلال نموده و اظهار داشته‌است که آنچه اقتصاد پولی را تثبیت می‌نماید انعطاف‌پذیری دست‌مزدهای پولی است و این‌که تعادلی که آن ایجاد می‌کند، هرگز منتج به دستیابی به استخدام کامل نمی‌شود. او ثابت کرده‌است که بده-بستان میان بی‌کاری و تورم، صرف نظر از این‌که مدت زمان چه اندازه طولانی است، هیچ‌گاه متوقف نمی‌گردد.
کاتسوهیتو ایوای اغلب برای ایجاد نظریه خود-اتکایی پول شناخته می‌شود. ایوای می‌نویسد که هر کسی پول را به عنوان پول استفاده می‌کند، چون هر کسی دیگر پول را به عنوان پول استفاده می‌کند. او در مدل جستجوی-نظری تغییرات غیر متمرکز خود اثباتی را پیشنهاد می‌کند که برای حفظ خود تعادل، سامانه پولی نیازمند هیچ شرایط «واقعی» نیست.
ایوای برای ایجاد مدل‌های ریاضی از فرایندهای تکاملی شومپیتری تحسین می‌گردد، فرایندهای که تشریح می‌نماید چگونه تعداد بزرگی از بنگاه‌ها با رقابت برای نوآوری، تلاش برای تقلید و تقلا برای پیشرفت با همدیگر تعامل می‌نمایند. ایوای استدلال می-نماید که در یک مدت زمان طولانی، آنچه اقتصاد به آن نزدیک می‌شود یک تعادل نیوکلاسیکی از فناوری واحد نیست، بلکه در بهترین حالت یک تعادل آماری از بی‌تعادلی‌های فن‌آورانه است. سودها در بالای نرخ عادی قرار دارند، از این‌رو هیچ‌گاه از اقتصاد ناپدید نمی‌شوند.
ایوای همچنین یک نظریه جدید در مورد شرکت سهامی و رهبری شرکتی ایجاد نموده‌است. بنا بر توصیف مشهور ایوای، شرکت تجاری نهادی است که از روابط مالکیت دو-لایه‌ای تشکیل شده‌است. سهام‌داران مالک این شرکت به عنوان یک شی حقوقی هستند و شرکت به عنوان یک شخص حقوقی مالک دارایی‌های شرکت است. ایوای تصریح می‌نماید که این دوگانگی شخص-شی در شرکت در عقب این مناقشه طولانی مدت مبنی بر این‌که جوهر شخصیت شرکت چه چیزی است، نهفته می‌باشد. این دوگانگی شخص-شی همچنین باعث ایجاد چیزی می‌شود که ما از نظر ساختار به شدت متفاوت شرکت‌ها در میان اقتصادهای سرمایه‌داری پیشرفته و معاصر در سراسر دنیا شاهد آن هستیم.
ایوای در روشنایی این نظریه‌پردازی‌ها، اصل سنتی راهبری شرکتی را احیا می‌کند که طبق آن وظیفه امانتی مدیران نسبت به شرکت به عنوان بنیاد اساسی آن شناخته می‌شود. طی سال‌های اخیر، گفته می‌شود که ایوای در تلاش‌های برای ایجاد یک نظریه غیر-قراردادی از قانون امانتی دخیل بوده‌است.